# ときわ (実験艇)
ときわ（Tokiwa）は、防衛庁（当時）技術研究本部が保有していた実験艇。

## 来歴
第二次世界大戦後、掃海艇は木造船とされることが多くなっていたが、木材の高騰と木船建造技術者の減少を受けて、1970年代より、ヨーロッパを中心として掃海艇のFRP化が志向されるようになっていた。この趨勢を受けて防衛庁（当時）技術研究本部も、昭和48年度より「繊維強化プラスチック（FRP）艇」に関する研究開発を進めており、1978年にははつしま型（53MSC）の機関部と同寸法の船体が試作された。これは翌年より静的・動的強度試験に供され、特に耐爆試験においては、掃海隊群関係者に大きな感銘を与える結果となった。
これらの研究開発の集大成として、昭和55年度より、部分模型の試験と並行して実験艇の建造が開始された。これによって建造されたのが本船である。

## 設計
掃海艇のガラス繊維強化プラスチック（GFRP）化を検討するために建造された。
外板はチョップド・ストランド・マットとロービングクロスを交互に貼りあわせたMR-FRPの単板、構造様式としては、船底を縦式構造、船側および甲板を横肋骨構造としたコンバインド構造が採用された。
船型は前後にシアの目立つ平甲板型とされている。掃海艇と似た上部構造物を備えており、全体的な印象はあただ型掃海艇（28MSC）に似たものとなっている。
兵装を除けば、艇内の配置はおおむね掃海艇と同様のものとされた。

## 運用
竣工後、昭和57年度には酷暑および厳寒海域において長期運航試験を行いつつ、各種の試験を行った。内容は局部振動・局部強度試験、音響透過試験、振動試験、波浪中航走試験、荒天下航行試験などであった。しかしこの実艇試験において、当時の技術では、FRPの構造的連続性に伴う水中放射雑音の大きさという宿命的な問題を克服できないことが明らかになり、この時点では採用は見送られることになった。実際のFRP製掃海艇の採用は、技術が成熟した21世紀に入ってからのえのしま型（20MSC）まで待つこととなった。
なお本船は、試験終了後は練習船12号として居住区を拡充するなどの改装を受け、1983年より江田島市の海上自衛隊第1術科学校で運用されることになる。
2016年3月22日に除籍され「ときわ」として生まれ33年余り、第1術科学校及び幹部候補生学校の学生延べ20,900名、1,574回の航海訓練に携わった。総航程は地球約9.6周分に及ぶ208,016マイルに及んだ。